# Frank Geerk
Frank Geerk (ur. 17 stycznia 1946 w Kilonii, zm. 7 lutego 2008 w Bazylei) – niemiecki i szwajcarski pisarz tworzący w języku niemieckim. W swojej twórczości utrwalał intensywność doznań wywołanych wydarzeniami społeczno-politycznymi (tomik poetycki Notwehr 1975, sztuka o aliażu terroryzmu i kapitalizmu König Hohn 1978, powieść o dyktaturze w Rumunii Die Rosen des Diktators 1990). Do osiągnięć Geerka należą pieśni bachiczne napisane wspólnie z Rainerem Brambachem Kneipenlieder (1974, wydanie rozszerzone 1982). Był edytorem zbioru polskiej poezji Der Himmel voller Wunden. Polnische Gedichte, Chansons und Streiklieder aus fünf Jahrhunderten (1982).